# أدريان بارون
أدريان بارون (بالإنجليزية: Adrian Barone)‏ هو لاعب اتحاد الرغبي نيوزيلندي، ولد في 5 مايو 1987.

## وصلات خارجية
- أدريان بارون على موقع ItsRugby.co.uk (الإنجليزية)